# Asterismo

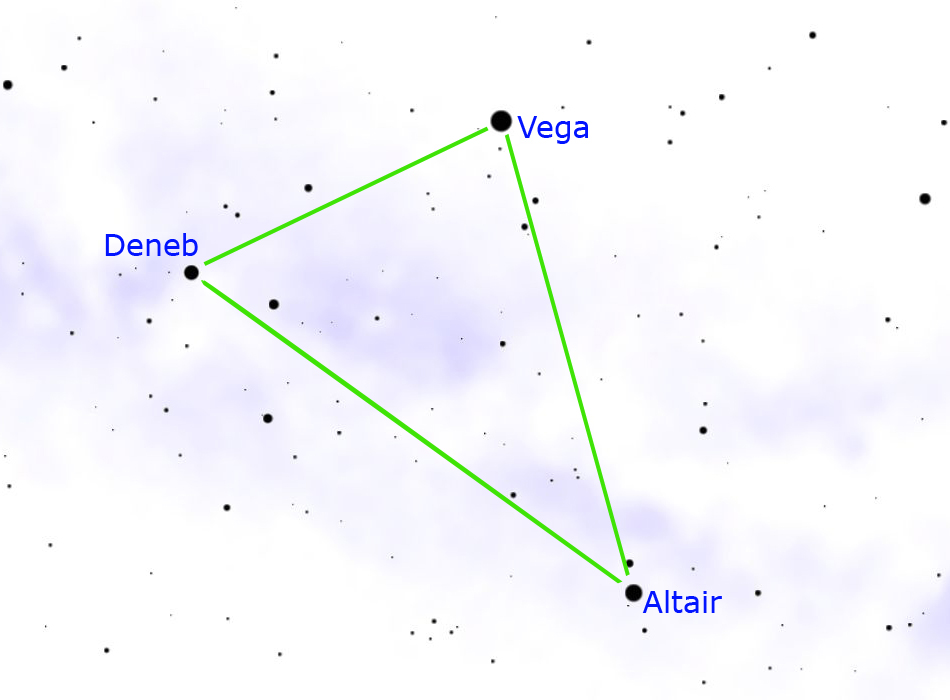
Il Triangolo estivo è un noto asterismo dell'Emisfero celeste boreale.

In astronomia, un asterismo (o asterisma) è un qualunque gruppo di stelle visibile nel cielo notturno, riconoscibile dal resto per la sua particolare configurazione geometrica. Ad esempio, un gruppo di stelle luminose che appaiono come i vertici di un triangolo in mezzo a un campo più grande di stelle poco visibili è un asterismo.
Si tende a riservare la parola a gruppi di stelle poco numerosi apparenti, resi tali solo dalla prospettiva, e non fisicamente collegati. Le normali costellazioni possono essere considerate asterismi di grande dimensione; tuttavia, un asterismo può essere parte di una costellazione, o può raggruppare stelle luminose appartenenti a costellazioni diverse, o, raramente, può coincidere con un'intera costellazione (come nel caso del Piccolo Carro). Nel caso della Croce del Sud, dapprima fu intravista una "croce" fra le zampe posteriori del Centauro, ossia un asterismo a forma di croce, poi venne considerata una costellazione a sé.
Gli asterismi vengono spesso utilizzati in astronomia e in astrofilia come punti di partenza per trovare in cielo altre stelle e costellazioni più deboli.
L'asterismo più conosciuto è senz'altro il Grande Carro, il gruppo di stelle luminose che identificano la costellazione dell'Orsa Maggiore, anche se ne costituiscono solo una parte.
Un altro asterismo, molto grande e ben visibile nel cielo estivo boreale è il Triangolo d'Estate, i cui vertici sono le stelle Vega (nella costellazione della Lira), Altair (Aquila), e Deneb (Cigno).
Nella stessa costellazione del Cigno è ben evidente un asterismo chiamato Croce del Nord per la sua caratteristica forma a croce, bene estesa nei cieli estivi.
Un asterismo ben noto alle latitudini australi è invece la cosiddetta Falsa Croce, composto da stelle appartenenti alle costellazioni delle Vele e della Carena, così chiamato perché spesso confuso con la vera Croce del Sud.

## Asterismi principali
| Nome                   | Stelle componenti                                                              | Mesi di massima osservabilità (Emisfero boreale)                         |
| ---------------------- | ------------------------------------------------------------------------------ | ------------------------------------------------------------------------ |
| Grande Carro           | Dubhe, Merak, Phad, Megrez, Alioth, Mizar, Alkaid                              | gennaio-agosto (circumpolare, ma rasente l'orizzonte nei mesi autunnali) |
| Piccolo Carro          | Tutte le stelle dell'Orsa Minore                                               | (Circumpolare - sempre visibile)                                         |
| Triangolo Estivo       | Vega (α Lyr), Deneb (α Cyg), Altair (α Aql)                                    | giugno-novembre                                                          |
| Triangolo di Primavera | Arturo (α Boo), Spica (α Vir), Denebola (β Leo)                                | marzo-giugno                                                             |
| Triangolo d'Inverno    | Betelgeuse (α Ori), Sirio (α CMa), Procione (α CMi)                            | dicembre-aprile                                                          |
| Quadrato di Pegaso     | Markab (α Peg), Scheat (β Peg), Algenib (γ Peg), Alpheratz (α And)             | settembre-febbraio                                                       |
| Croce del Nord         | Deneb (α Cyg), Albireo (β Cyg), Sadr (γ Cyg), Rukh (δ Cyg), Gienah (ε Cyg)     | giugno-dicembre                                                          |
| Falsa Croce            | Avior (ε Car), Aspidiske (ι Car), Delta Velorum (δ Vel), Kappa Velorum (κ Vel) | (Circumpolare australe - invisibile)                                     |

## Altri esempi

### Soprannomi di costellazioni
L'orsa minore non è la sola costellazione che non assomiglia molto a quello che rappresenta, quindi diverse costellazioni hanno dei soprannomi, che costituiscono un tipo di asterismi.
- uno dei nomi tradizionali per la costellazione dello Scorpione è il Grande Uncino, figura riconoscibile considerando una linea che parte da Akrab (β Sco), attraverso Dschubba (δ Sco), fino a Pi Scorpii (π Sco)
- la figura della Farfalla si compone aggiungendo delle linee verticali per connettere le parti a destra e a sinistra nel diagramma principale della costellazione di Ercole
- Le stelle di Cassiopea formano la lettera "W" che viene usata come nome alternativo

Un asterismo può essere costituito da una sezione di una costellazione. Ad esempio
- la Cintura di Orione
- la "Freccia" (composta da δ Orionis, ε Orionis, ζ Orionis, η Ori e ι Ori)
- l'Urna nell'Aquario
- la costellazione dell'Ercole
- la falce nella costellazione del leone

Altri asterismi sono composti da stelle appartenenti ad una costellazione, ma non fanno riferimento alle figure tradizionali
- Le quattro stelle centrali nella costellazione dell'Ercole, ε (Epsilon), ζ (Zeta), η (Eta), e π (Pi) formano un asterismo chiamato chiave di volta (keystone in inglese)
- La curva di stelle di fronte al Leone da Al Ashfar (ε Leo) a Regulus (α Leo), che assomiglia ad un punto interrogativo ribaltato è nota come la falce.
- L'arco e la freccia dell'arciere nella costellazione del Sagittario formano anche la figura della Teiera. La nebulosità della Via Lattea vicino al "becco" della teiera rappresenta il vapore.
- Le stelle Dubhe (α Ursae Majoris) e Merak (β Ursae Majoris) dell'Orsa Maggiore sono anche dette Puntatori: immaginando di tracciare una linea che congiunge la stella β con α e prolungando idealmente questo segmento fino a circa cinque volte la distanza tra queste due stelle, si incontra il polo nord celeste e la stella Polaris (α Ursae Minoris), la stella del nord.
- Toliman e Hadar sono chiamate Puntatori del Sud, perché permettono di rintracciare nel cielo la Croce del Sud e distinguerla dalla Falsa Croce.

### Gruppi misti

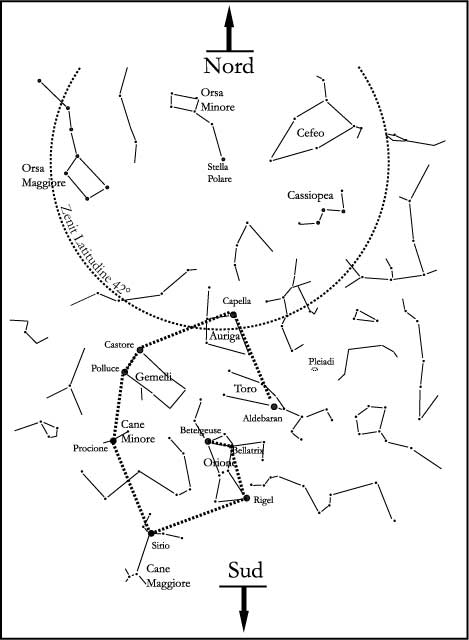
Asterismo La grande G

Esistono altri asterismi che sono formati da stelle appartenenti a più di una costellazione
Un grande asterismo è formato da una coppia di triangoli equilateri, come il Diamante nella costellazione della Vergine. Il primo triangolo, è formato da Sirio (α CMa), Procione (α CMi), e Betelgeuse (α Ori) mentre il secondo da Sirio, Phact (α Col) e Naos (ζ Pup). I due triangoli, a differenza del diamante, non hanno un lato in comune ma un vertice. Siccome le stelle sono nelle vicinanze dell'equatore celeste, è più facilmente visibile dal sud del Mediterraneo piuttosto che dall'Europa.
- La grande G composta dalle stelle: Aldebaran (Toro), Capella (Auriga), Castore (Gemelli), Polluce (Gemelli), Procione (Cane Minore),  Sirio (Cane Maggiore) Rigel (Orione), Bellatrix (Orione), Betelgeuse (Orione).
- Il Diamante della Vergine, composto dalle stelle: Cor Caroli (Cani da Caccia), Denebola (Leone), Spica (Vergine) e Arturo (Boote).